# Axel Witsel
Axel Laurent Witsel (Lieja, 12 de enero de 1989) es un  futbolista belga que juega de centrocampista o defensa en el Girona F. C. de la Primera División de España.

## Trayectoria

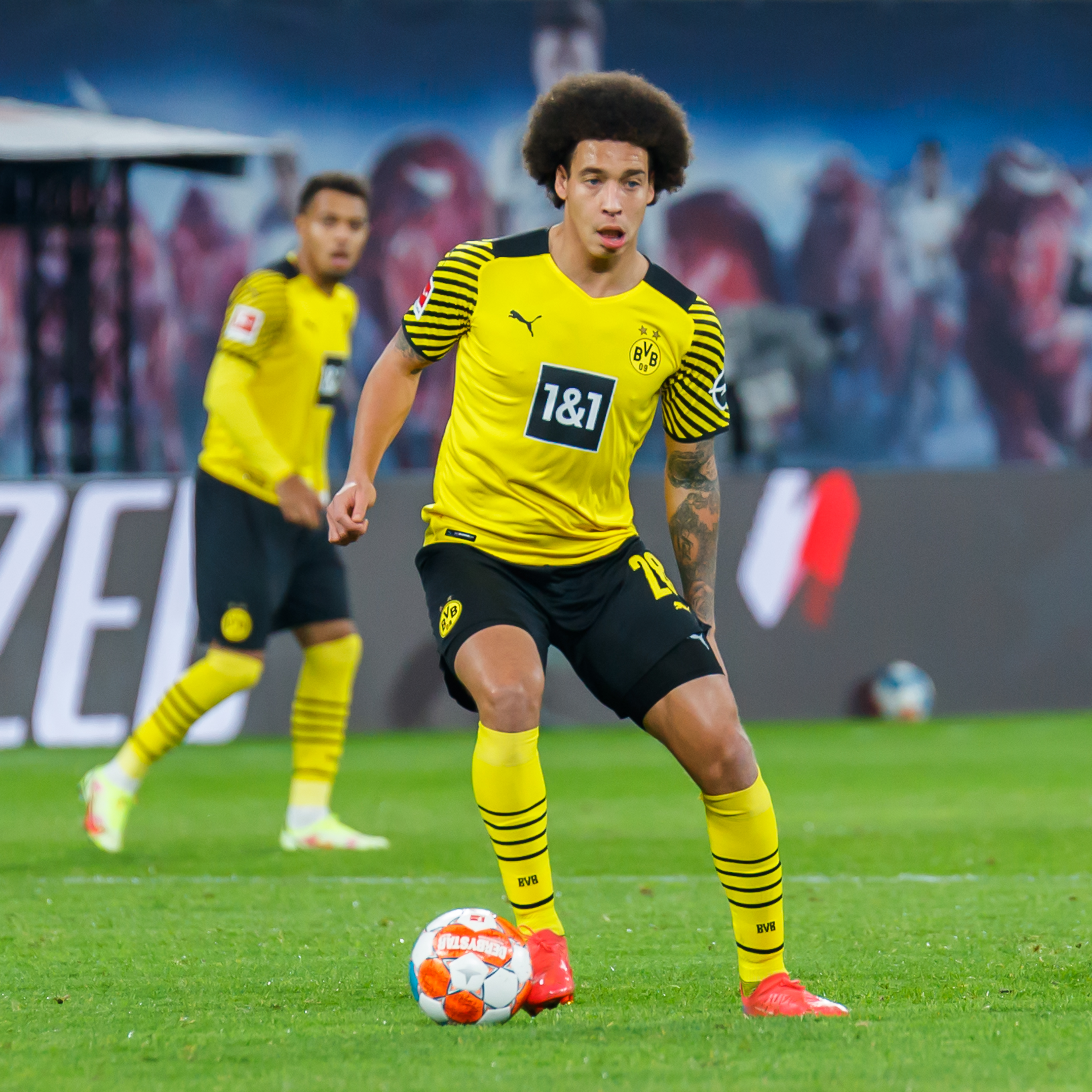
Witsel, con la camiseta del Borussia Dortmund, en un partido por Bundesliga ante el RB Leipzig (2021).

Su primer equipo fue el Standard Lieja, con el que debutó en un partido ante el FC Bruselas, entrando como sustituto de Steven Defour, en el minuto 89. Aquello ocurrió el 17 de septiembre de 2006, cuando Axel contaba con tan solo 17 años de edad. Once días después, hizo su debut en una competición europea, concretamente en la Copa de la UEFA (siendo eliminado ante el Celta de Vigo).
Durante la temporada 2007-08, y con 18 años de edad, Witsel se convirtió en uno de los jugadores que ganaría el título de liga para el Standard, junto a otros talentos belgas como Steven Defour y Marouane Fellaini. Ese mismo año ganaría el premio al Mejor Jugador Joven del Año, y el Zapato de Oro, que premia al mejor jugador del torneo local. En la temporada siguiente, anotó el gol con que su club volvió a conseguir el campeonato de liga, tras imponerse en el doble play-off ante el R. S. C. Anderlecht.
El 30 de agosto de 2009 rompió la pierna derecha del jugador polaco Marcin Wasilewski, en uno de los clásicos disputados entre el Standard Lieja y el Anderlecht. Axel protestó por la tarjeta roja que recibió y pese a haberse disculpado por este incidente, la reacción de los hinchas del club púrpura y sobre todo, de los polacos, no se hizo esperar: Witsel fue amenazado de muerte.
Finalmente, la Federación de Fútbol de Bélgica suspendió al internacional belga con ocho partidos de liga, pese a que la sanción inicial fue de once encuentros, más una multa de 25 000 euros, que igualmente fue reducida de los 2500 euros que debía pagar en una primera instancia.
El 13 de julio de 2011 el Standard Lieja anunció mediante un comunicado en su sitio web el traspaso del jugador al S. L. Benfica de Portugal, sin dar detalles sobre la transferencia. Según medios locales el club portugués habría pagado una cifra cercana a los ocho millones de euros.
En 2018 fue fichado por el club alemán Borussia Dortmund. Después de cuatro años en el equipo, el propio jugador confirmó en mayo de 2022 su marcha una vez expirara su contrato al término de la temporada. Entonces se marchó a España, firmando por un año con el Atlético de Madrid.
Finalmente estuvo tres temporadas en el equipo rojiblanco en las que disputó 116 encuentros y marcó tres goles, poniendo fin a su etapa en el club el 30 de junio de 2025 coincidiendo con el fin de su relación contractual. Siguió jugando en España, ya que el 12 de agosto se unió al Girona F. C. por una campaña más otra adicional en función de determinados objetivos.

## Selección nacional
El 13 de mayo de 2014 el entrenador de la selección belga, Marc Wilmots, incluyó a Witsel en la lista preliminar de 24 jugadores convocados, cuatro de ellos guardametas, que iniciarán la preparación para la Copa Mundial de Fútbol de 2014. Se le asignó el número 5 para el torneo el 25 de mayo de 2014.
El 4 de junio de 2018 el seleccionador Roberto Martínez lo incluyó en la lista de 23 para el Mundial, torneo en el que alcanzó con la selección de Bélgica un histórico tercer lugar.
Anunció su retiro a nivel internacional el 12 de mayo de 2023. Sin embargo, un año después decidió regresar a la selección y fue convocado para acudir a la Eurocopa 2024.

### Participaciones en Copas del Mundo
| Mundial           | Sede   | Resultado        | Partidos | Goles |
| ----------------- | ------ | ---------------- | -------- | ----- |
| Copa Mundial 2014 | Brasil | Cuartos de final | 5        | 0     |
| Copa Mundial 2018 | Rusia  | Tercer lugar     | 4        | 0     |
| Copa Mundial 2022 | Catar  | Primera fase     | 3        | 0     |

### Participaciones en Eurocopas
| Eurocopa      | Sede     | Resultado        | Partidos | Goles |
| ------------- | -------- | ---------------- | -------- | ----- |
| Eurocopa 2016 | Francia  | Cuartos de final | 5        | 1     |
| Eurocopa 2020 | Europa   | Cuartos de final | 4        | 0     |
| Eurocopa 2024 | Alemania | Octavos de final | 0        | 0     |

### Goles con la selección
| Goles internacionales | Goles internacionales   | Goles internacionales                       | Goles internacionales | Goles internacionales | Goles internacionales | Goles internacionales    |
| N.º                   | Fecha                   | Estadio                                     | Rival                 | Gol                   | Resultado             | Competición              |
| --------------------- | ----------------------- | ------------------------------------------- | --------------------- | --------------------- | --------------------- | ------------------------ |
| 1.                    | 26 de marzo de 2008     | Estadio Rey Balduino, Bruselas, Bélgica     | Marruecos             | 1-2                   | 1-4                   | Amistoso                 |
| 2.                    | 17 de noviembre de 2009 | Stade Louis-Dugauguez, Sedán, Francia       | Catar                 | 1-0                   | 2-0                   | Amistoso                 |
| 3.                    | 9 de febrero de 2011    | Estadio Jules Otten, Gante, Bélgica         | Finlandia             | 1-0                   | 1-1                   | Amistoso                 |
| 4.                    | 25 de marzo de 2011     | Estadio Ernst Happel, Viena, Austria        | Austria               | 0-1                   | 0-2                   | Clasific. Eurocopa 2012  |
| 5.                    | 25 de marzo de 2011     | Estadio Ernst Happel, Viena, Austria        | Austria               | 0-2                   | 0-2                   | Clasific. Eurocopa 2012  |
| 6.                    | 4 de septiembre de 2014 | Estadio Maurice Dufrasne, Lieja, Bélgica    | Australia             | 2-0                   | 2-0                   | Amistoso                 |
| 7.                    | 18 de junio de 2016     | Estadio Matmut Atlantique, Burdeos, Francia | Irlanda               | 2-0                   | 3-0                   | Eurocopa 2016            |
| 8.                    | 10 de octubre de 2016   | Estadio Algarve, Faro, Portugal             | Gibraltar             | 0-2                   | 0-6                   | Clasif. Mundial 2018     |
| 9.                    | 31 de agosto de 2019    | Estadio Maurice Dufrasne, Lieja, Bélgica    | Gibraltar             | 4-0                   | 9-0                   | Clasif. Mundial 2018     |
| 10.                   | 8 de septiembre de 2020 | Estadio Rey Balduino, Bruselas, Bélgica     | Islandia              | 1-1                   | 5-1                   | Liga de Naciones 2020-21 |
| 11.                   | 2 de septiembre de 2021 | A. Le Coq Arena, Tallin, Estonia            | Estonia               | 1-4                   | 2-5                   | Clasif. Mundial 2022     |
| 12.                   | 8 de junio de 2022      | Estadio Rey Balduino, Bruselas, Bélgica     | Polonia               | 1-1                   | 6-1                   | Liga de Naciones 2022-23 |

## Estadísticas

### Clubes
Actualizado al último partido disputado el 19 de junio de 2025.
| Club | Div.          | Temporada     | Liga  | Liga  | Liga   | Copas nacionales(1) | Copas nacionales(1) | Copas nacionales(1) | Torneos internacionales(2) | Torneos internacionales(2) | Torneos internacionales(2) | Total | Total | Total  | Media goleadora(3) |
| Club | Div.          | Temporada     | Part. | Goles | Asist. | Part.               | Goles               | Asist.              | Part.                      | Goles                      | Asist.                     | Part. | Goles | Asist. | Media goleadora(3) |
| --- | ------------- | ------------- | ----- | ----- | ------ | ------------------- | ------------------- | ------------------- | -------------------------- | -------------------------- | -------------------------- | ----- | ----- | ------ | ------------------ |
| Standard Lieja · Bélgica | 1.ª           | 2006-07       | 16    | 2     | 1      | 5                   | 1                   | 1                   | 1                          | 0                          | 0                          | 22    | 3     | 2      | 0.14               |
| Standard Lieja · Bélgica | 1.ª           | 2007-08       | 33    | 7     | 4      | 6                   | 1                   | 0                   | 3                          | 2                          | 0                          | 42    | 10    | 4      | 0.24               |
| Standard Lieja · Bélgica | 1.ª           | 2008-09       | 35    | 8     | 3      | 1                   | 0                   | 0                   | 10                         | 1                          | 1                          | 46    | 9     | 4      | 0.2                |
| Standard Lieja · Bélgica | 1.ª           | 2009-10       | 27    | 6     | 2      | 2                   | 2                   | 0                   | 12                         | 3                          | 1                          | 41    | 11    | 3      | 0.27               |
| Standard Lieja · Bélgica | 1.ª           | 2010-11       | 37    | 10    | 6      | 6                   | 2                   | 0                   | -                          | -                          | -                          | 43    | 12    | 6      | 0.28               |
| Standard Lieja · Bélgica | Total club    | Total club    | 148   | 33    | 16     | 20                  | 6                   | 1                   | 26                         | 6                          | 2                          | 194   | 45    | 19     | 0.23               |
| S. L. Benfica Portugal | 1.ª           | 2011-12       | 29    | 1     | 3      | 6                   | 2                   | 0                   | 14                         | 2                          | 3                          | 49    | 5     | 6      | 0.1                |
| S. L. Benfica Portugal | 1.ª           | 2012-13       | 3     | 0     | 0      | 0                   | 0                   | 0                   | 0                          | 0                          | 0                          | 3     | 0     | 0      | 0                  |
| S. L. Benfica Portugal | Total club    | Total club    | 32    | 1     | 3      | 6                   | 2                   | 0                   | 14                         | 2                          | 3                          | 52    | 5     | 6      | 0.1                |
| Zenit de San Petersburgo · Rusia | 1.ª           | 2012-13       | 19    | 4     | 1      | 3                   | 0                   | 0                   | 9                          | 1                          | 0                          | 31    | 5     | 1      | 0.16               |
| Zenit de San Petersburgo · Rusia | 1.ª           | 2013-14       | 30    | 4     | 3      | 2                   | 0                   | 0                   | 11                         | 0                          | 1                          | 43    | 4     | 4      | 0.09               |
| Zenit de San Petersburgo · Rusia | 1.ª           | 2014-15       | 28    | 4     | 1      | 1                   | 0                   | 0                   | 13                         | 2                          | 0                          | 42    | 6     | 1      | 0.14               |
| Zenit de San Petersburgo · Rusia | 1.ª           | 2015-16       | 29    | 3     | 2      | 5                   | 2                   | 2                   | 7                          | 1                          | 1                          | 41    | 6     | 5      | 0.15               |
| Zenit de San Petersburgo · Rusia | 1.ª           | 2016-17       | 16    | 1     | 2      | 1                   | 0                   | 0                   | 6                          | 0                          | 1                          | 23    | 1     | 3      | 0.04               |
| Zenit de San Petersburgo · Rusia | Total club    | Total club    | 122   | 16    | 9      | 12                  | 2                   | 2                   | 46                         | 4                          | 3                          | 180   | 22    | 14     | 0.12               |
| Tianjin Quanjian China | 1.ª           | 2017          | 27    | 4     | 3      | 2                   | 0                   | 0                   | 0                          | 0                          | 0                          | 29    | 4     | 3      | 0.14               |
| Tianjin Quanjian China | 1.ª           | 2018          | 9     | 1     | 0      | 1                   | 1                   | 0                   | 8                          | 0                          | 0                          | 18    | 2     | 0      | 0.11               |
| Tianjin Quanjian China | Total club    | Total club    | 36    | 5     | 3      | 3                   | 1                   | 0                   | 8                          | 0                          | 0                          | 47    | 6     | 3      | 0.13               |
| Borussia Dortmund · Alemania | 1.ª           | 2018-19       | 33    | 4     | 1      | 3                   | 1                   | 0                   | 7                          | 1                          | 0                          | 43    | 6     | 1      | 0.14               |
| Borussia Dortmund · Alemania | 1.ª           | 2019-20       | 28    | 4     | 5      | 4                   | 0                   | 0                   | 7                          | 0                          | 0                          | 39    | 4     | 5      | 0.1                |
| Borussia Dortmund · Alemania | 1.ª           | 2020-21       | 15    | 0     | 0      | 2                   | 0                   | 0                   | 5                          | 1                          | 0                          | 22    | 1     | 0      | 0.05               |
| Borussia Dortmund · Alemania | 1.ª           | 2021-22       | 29    | 2     | 0      | 4                   | 0                   | 0                   | 8                          | 0                          | 0                          | 41    | 2     | 0      | 0.05               |
| Borussia Dortmund · Alemania | Total club    | Total club    | 105   | 10    | 6      | 13                  | 1                   | 0                   | 27                         | 2                          | 0                          | 145   | 13    | 6      | 0.09               |
| Atlético de Madrid · España | 1.ª           | 2022-23       | 33    | 0     | 0      | 4                   | 0                   | 0                   | 6                          | 0                          | 1                          | 43    | 0     | 1      | 0                  |
| Atlético de Madrid · España | 1.ª           | 2023-24       | 35    | 2     | 0      | 6                   | 0                   | 0                   | 10                         | 0                          | 0                          | 51    | 2     | 0      | 0.04               |
| Atlético de Madrid · España | 1.ª           | 2024-25       | 14    | 0     | 1      | 3                   | 0                   | 0                   | 5                          | 1                          | 0                          | 22    | 1     | 1      | 0.05               |
| Atlético de Madrid · España | Total club    | Total club    | 82    | 2     | 1      | 13                  | 0                   | 0                   | 21                         | 1                          | 1                          | 116   | 3     | 2      | 0.03               |
| Total carrera | Total carrera | Total carrera | 525   | 67    | 39     | 64                  | 12                  | 3                   | 137                        | 14                         | 9                          | 736   | 94    | 50     | 0.13               |
| (1) Incluye Copa de Bélgica, Supercopa de Bélgica, Copa de Rusia, Supercopa de Rusia, Copa de China de fútbol, Supercopa de Alemania y Copa de Alemania. (2) Incluye Liga Europa de la UEFA, Liga de Campeones de la UEFA y Liga de Campeones AFC (3) Media de goles por encuentro. No incluye goles en partidos amistosos. |               |               |       |       |        |                     |                     |                     |                            |                            |                            |       |       |        |                    |

## Palmarés

### Títulos nacionales
| Título                | Equipo                   | País     | Año  |
| --------------------- | ------------------------ | -------- | ---- |
| Liga de Bélgica       | Standard Lieja           | Bélgica  | 2008 |
| Supercopa de Bélgica  | Standard Lieja           | Bélgica  | 2008 |
| Liga de Bélgica       | Standard Lieja           | Bélgica  | 2009 |
| Supercopa de Bélgica  | Standard Lieja           | Bélgica  | 2009 |
| Copa de Bélgica       | Standard Lieja           | Bélgica  | 2011 |
| Copa de la Liga       | S. L. Benfica            | Portugal | 2012 |
| Liga Premier de Rusia | Zenit de San Petersburgo | Rusia    | 2015 |
| Supercopa de Rusia    | Zenit de San Petersburgo | Rusia    | 2015 |
| Copa de Rusia         | Zenit de San Petersburgo | Rusia    | 2016 |
| Supercopa de Alemania | Borussia Dortmund        | Alemania | 2019 |
| Copa de Alemania      | Borussia Dortmund        | Alemania | 2021 |

## Vida personal
En junio de 2015 se casó con su novia rumana de toda la vida, Rafaella, con quien tiene dos hijos.
Su padre es de Martinica y su madre es belga.